# 黃花鐵富豆
黃花鐵富豆（学名：Tephrosia noctiflora）为豆科灰毛豆屬下的一个种。

## 扩展阅读
- 維基物種上的相關：黃花鐵富豆